# Verband der Tanzlehrer Österreichs
Der Verband der Tanzlehrer Österreichs (VTÖ) ist der Dachverband der österreichischen Tanzlehrer. Er vertritt die Interessen der Tanzlehrer, organisiert Schulungen und Kongresse und koordiniert gemeinsame Werbemaßnahmen und PR-Aktionen.

## Geschichte
Der VTÖ wurde im Jahre 1953 gegründet, er ging aus dem Verband der Tanzmeister Österreichs hervor. Sein erster Präsident war Leopold Schmidtschläger, sein Nachfolger wurde 1960 Rudolf Reichert. 1965 wurde Emmerich Wagner zum Präsidenten gewählt und behielt das Amt bis 1983. Von 1983 bis 1998 wählte die Hauptversammlung des VTÖ Klaus Mühlsiegel zum Präsidenten. 1998 bis 2001 hatte Otto Huber die Funktion übernommen. Ab 2001 übernahm Wolfgang Wagner die Präsidentschaft. Nach dessen frühen Tod übernahm Eddy Franzen die Funktion des Präsidenten. Seit Sommer 2018 ist nun Klaus Höllbacher neuer Präsident des österreichischen Tanzlehrerverbandes.

## Präsidium
- Präsident Klaus Höllbacher
- 1. Vizepräsidentin Juanita Hieble-Tomio
- 2. Vizepräsident Fabian Horn
- Schriftführerin Julia Kroll
- Kassier Manfred Zehender

## Verbandsstruktur
Der VTÖ ist die Österreichische Berufsvertretung der Tanzlehrer. Neben der Vertretung seiner Mitglieder veranstaltet der VTÖ jährlich einen Tanzlehrerkongreß. Der VTÖ arbeitet in der Ausbildung neuer Tanzlehrer eng mit der Tanzlehrakademie des Verbandes der Tanzlehrer Wiens zusammen. Neben dem Präsidium des VTÖ gibt es noch mehrere VTÖ-Beauftragte für Spezialbereiche. Weiters gibt es in jedem Bundesland einen eigenen Landesverband für regionale Aufgaben. Der VTÖ ist Mitglied im weltweiten Verband des World Dance Council, als auch Mitglied im EDC (European Dance Council). Ehrenmitglieder sind:
- Ernst Rapf
- Klaus Hochstätter
- Romy Jacob
- Monika Lemberger
- Alfred Link
- Emma Wagner
- Ferry Polai
- Cornelia Willius-Senzer

In den einzelnen Bundesländern sind die Tanzlehrerverbände unterschiedlich strukturiert. Das Tanzlehrergesetz ist Angelegenheit der jeweiligen Bundesländer und unterliegt dem Landesgesetz. So existieren in der Steiermark, in Oberösterreich und in Wien strenge Gesetze, jedoch ist es im Burgenland völlig aufgehoben worden. Die Ausbildung von Tanzlehrern und Tanzmeistern wurde an den Verband der Tanzschulen Wiens übertragen und wird in der Tanzlehrakademie zentral für ganz Österreich durchgeführt.